# Trine Bramsen
Trine Bramsen (Svendborg, 26 marzo 1981) è una politica danese del Partito Social Democratico, dal febbraio 2022 Ministro dei Trasporti con il governo di Mette Frederiksen. Membro del  Folketing  dal 2011, è stata Ministro della Difesa dal 2019 al 2022.

## Biografia
Trine Bramsen è la figlia degli insegnanti di scuola primaria Bo Steffen Madsen e Lene Bramsen Madsen. Ha frequentato lo Svendborg Gymnasium dal 1997 al 2000. Successivamente ha conseguito un master in Pubblica amministrazione e studi aziendali presso il Roskilde University Center nel 2007.
In gioventù ha lavorato presso Føtex a Svendborg. Inoltre, è stata coinvolta, tra le altre cose, in Frit Forum, operatrice delle politiche del mercato del lavoro nella Gioventù socialdemocratica danese, assistente di ricerca presso l'Università di Copenaghen e impiegata presso Deloitte dal 2007 al 2011.

## Carriera politica

### Parlamento
Bramsen è stata eletta per la prima volta membro di Folketinget per i socialdemocratici nelle elezioni del 2011, dove ha ricevuto 4.497 voti. È stata rieletta nel 2015 con 8.337 voti e di nuovo nel 2019 con 10.594 voti.

### Ministro della Difesa
Bramsen è stata nominata ministro della Difesa nel gabinetto del primo ministro Mette Frederiksen il 27 giugno 2019.
All'inizio del suo mandato, ha supervisionato l'aggiunta di circa 700 soldati, una fregata e quattro aerei da combattimento alle forze della NATO.  In seguito all'attacco iraniano del 2020 contro le forze statunitensi in Iraq, ha trasferito temporaneamente parte del suo personale militare per l'intervento militare internazionale contro l'ISIL dalla base aerea di Al Asad al Kuwait.
A seguito delle rivelazioni della DR (Danmarks Radio) nel maggio 2021, secondo cui la Danimarca aveva aiutato la NSA (National Security Agency) a spiare i paesi alleati, Bramsen ha affermato che "le intercettazioni sistematiche di stretti alleati sono inaccettabili".
Dopo che due aerei da combattimento russi sono volati nello spazio aereo danese nel giugno 2021, Bramsen l'ha definita "una deliberata provocazione da parte della Russia", affermando inoltre che i caccia erano stati avvertiti che stavano entrando nello spazio aereo danese. Ha anche avvertito che “è un chiaro segno che sono disposti a infrangere ogni regola” e che “non possiamo permetterci di essere ingenui”.